# Maciej Szczęsny
Maciej Wawrzyniec Szczęsny (Varsovia; 28 de junio de 1965), es un exfutbolista polaco que jugaba en la posición de portero.

## Trayectoria
Szczęsny participó en la Liga de Campeones de la UEFA 1995-96 con el Legia de Varsovia, donde alcanzaría los cuartos de final, y la edición siguiente con el Widzew Lodz. Es el único futbolista que ha ganado un campeonato polaco con cuatro clubes: en 1994 y 1995 con el Legia, en 1997 con el Widzew, en 2000 con el Polonia Varsovia y en 2001 con el Wisła Cracovia.
También fue internacional con la selección polaca en siete ocasiones. Disputó seis amistosos y un partido válido por las eliminatorias para la Eurocopa 1996.

## Clubes
| Club              | País    | Año       |
| ----------------- | ------- | --------- |
| Gwardia Varsovia  | Polonia | 1983-1987 |
| Legia de Varsovia | Polonia | 1987-1996 |
| Widzew Lodz       | Polonia | 1996-1998 |
| Polonia Varsovia  | Polonia | 1998-2000 |
| Wisła Cracovia    | Polonia | 2000-2002 |

## Palmarés

### Campeonatos nacionales
| Título               | Club              | País    | Año  |
| -------------------- | ----------------- | ------- | ---- |
| Copa de Polonia      | Legia de Varsovia | Polonia | 1990 |
| Ekstraklasa          | Legia de Varsovia | Polonia | 1994 |
| Copa de Polonia      | Legia de Varsovia | Polonia | 1994 |
| Ekstraklasa          | Legia de Varsovia | Polonia | 1995 |
| Copa de Polonia      | Legia de Varsovia | Polonia | 1995 |
| Ekstraklasa          | Widzew Lodz       | Polonia | 1997 |
| Ekstraklasa          | Polonia Varsovia  | Polonia | 2000 |
| Supercopa de Polonia | Polonia Varsovia  | Polonia | 2000 |
| Ekstraklasa          | Wisła Cracovia    | Polonia | 2001 |
| Copa de la Liga      | Wisła Cracovia    | Polonia | 2001 |

## Vida personal
Szczęsny actualmente se desempeña como comentarista deportivo. Sus hijos Jan (nacido en 1987) y Wojciech (nacido en 1990) también son porteros profesionales. Jan actualmente se desempeña como entrenador de arqueros, mientras que su hermano Wojciech tiene una ilustre carrera en distintos clubes europeos, actualmente es arquero del Fútbol Club Barcelona, y se convirtió en el portero con más partidos internacionales en Polonia.